# André Lasseray
 (juillet 2019).
Si vous disposez d'ouvrages ou d'articles de référence ou si vous connaissez des sites web de qualité traitant du thème abordé ici, merci de compléter l'article en donnant les références utiles à sa vérifiabilité et en les liant à la section « Notes et références ».
André Lasseray est un officier et historien français né à Auxerre (Yonne) le 8 décembre 1879 et mort à Paris le 29 avril 1971. Il fut la « plume » du général Weygand dans l’entre-deux-guerres.

## Biographie

### Formation
André Lasseray est le second fils de Henri Léon Lasseray (1833-1902) et de Marie Crèvecoeur son épouse. Il naît au domicile familial de la rue Cochois, à Auxerre, où son père est chef de bataillon au 46e régiment de ligne. Il a un frère aîné, Gaston Lasseray, qui suivra une carrière identique à la sienne avant d’être tué à l’ennemi le 22 août 1914.
Elève de l’institution Saint-Joseph à Reims, André Lasseray est bachelier ès-lettres. Il est admissible à l’école spéciale militaire de Saint-Cyr en 1898, mais échoue à l’oral. Il s’engage alors comme simple soldat au 8e bataillon de chasseurs à pied, le 15 novembre 1900. Reçu à l’école d’infanterie de Saint-Maixent (Deux-Sèvres) le 2 avril 1906, il entre comme sous-lieutenant au 3e bataillon de chasseur à pied, le 1er avril 1907.

### Carrière
Envoyé aux armées, comme lieutenant, le 2 août 1914, il est blessé le 19 août 1914 et fait prisonnier avec l’ambulance française à Trois-Fontaines, le 20 août 1914. Il reste prisonnier à Ingolstadt, en Allemagne jusqu’au 19 décembre 1918. Il y croise donc Charles de Gaulle et Mikhail Toukhatchevski.
Il retrouve le 3e bataillon de chasseurs à pied le 23 février 1919. Afin de rétablir sa carrière après des années de captivité, et une blessure de guerre dont il conserve une légère claudication et 10 % d’invalidité, il est nommé capitaine, décoré de la Légion d’honneur et de la croix de guerre et envoyé avec son corps dans la Rhur.
En 1920, il se porte volontaire pour le corps expéditionnaire de Dantzig, puis pour l’armée de Silésie. Pendant les opérations qui encadrent le plébiscite du 15 décembre 1921, il est
détaché au Burgenland (Hongrie occidentale) comme commandant du corps d’occupation français. De 1922 à 1927, il appartient à l’armée française du Rhin.
En 1927, il est noté comme présentant « une instruction générale brillante », mais également « très érudit et ayant un goût prononcé pour les études historiques ». Il est alors affecté à l’état-major de l’armée, pour diriger la section ancienne du service historique. Il est nommé chef de bataillon au choix en 1928.
Il renonce alors à toute perspective d’avancement, et au commandement d’un bataillon de chasseurs, pour se consacrer à sa passion pour l’histoire militaire, et livre « des travaux remarquables, demandés par le ministre, de grands chefs, ou des personnages étrangers, sur l’histoire militaire des deux derniers siècles ». Il est en particulier l’auteur initial du Turenne que le général Weygand lui a commandé dans la perspective de sa candidature à l’Académie française.
En 1932, il préface le Dictionnaire des généraux et amiraux de son ami Georges Six, et publie en 1935 son maître-ouvrage, Les Français sous les treize étoiles, qui reçoit le Grand Prix Gobert de l’Académie française. Sa particularité est de tempérer d’énormes efforts d’érudition par un sens aigu de l’humour. Atteint par la limite d’âge, il prend sa retraite à la fin de 1935.
Il est cependant rappelé à l’activité, une première fois en septembre 1938, avant les accords de Munich, puis en août 1939, sous le grade de lieutenant-colonel, à la tête du 29e régiment d’infanterie. À nouveau fait prisonnier, le 16 juin 1940, devant Château-Chinon, il est envoyé en Allemagne jusqu’à son rapatriement sanitaire, en mars 1941. Il observe l’occupation et la Libération de Paris tout en poursuivant ses recherches aux archives de la Guerre. Il s’investit également dans les milieux anciens combattants et préside jusqu’à sa mort la section « Rhin et Danube » d’Epinal. Il se marie le 5 février 1945 et meurt à Paris en 1971.

## Publication
- André Lasseray, Les Français sous les treize étoiles (1775-1783), 1935 (deux volumes)

## Distinctions
- Officier de la Légion d'honneur 25 décembre 1929
  -  Chevalier de la Légion d'honneur le 6 juillet 1919,
- Croix de guerre 1914–1918 (citation à l’ordre de l’armée du 31 juillet 1919)
- Officier d’académie (20 février 1929)
- Officier de l'Instruction publique (mars 1936)
- Croix du combattant
- Médaille des blessés de guerre
- Chevalier du Polonia Restituta
- Médaille commémorative de la Guerre 1914-1918
- Médaille interalliée de la Victoire
- Médaille commémorative de Haute-Silésie
- Médaille commémorative de la guerre russo-polonaise 1918-1921